# Prieuré Saint-Symphorien de Marolles-les-Braults
Le prieuré Saint-Symphorien de Marolles-les-Braults est un prieuré situé à Marolles-les-Braults, dans la région historique du Maine (actuel département de la Sarthe), en France

## Historique

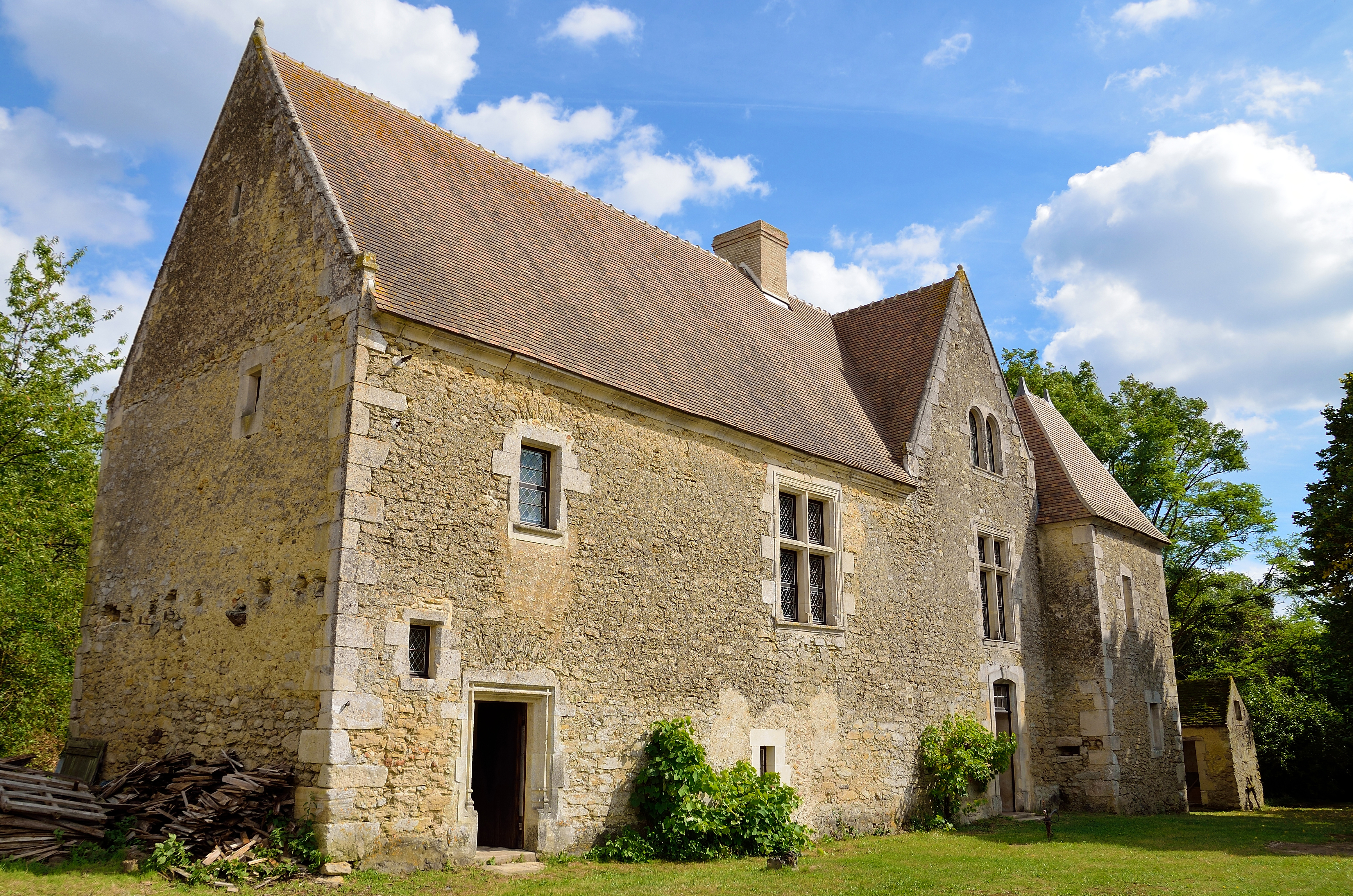
Logis prioral en 2013.

Le prieuré est fondé en 1229 par Mathieu Pallu en faveur de l'abbaye de la Couture du Mans.
Son église est sans doute rebâtie au XVe siècle. Au début du XVIe siècle, la maison priorale a été reconstruite. Les chambres avec décor datent du XVIIIe siècle.
La chapelle et maison priorale sont inscrites au titre des monuments historiques par arrêté du 11 avril 1995.
Il est composé d'un manoir et d'une chapelle, le prieuré dépendait de l'abbaye de la Couture du Mans. Construit sur un ancien domaine fortifié, il subsiste aujourd'hui une partie des douves.

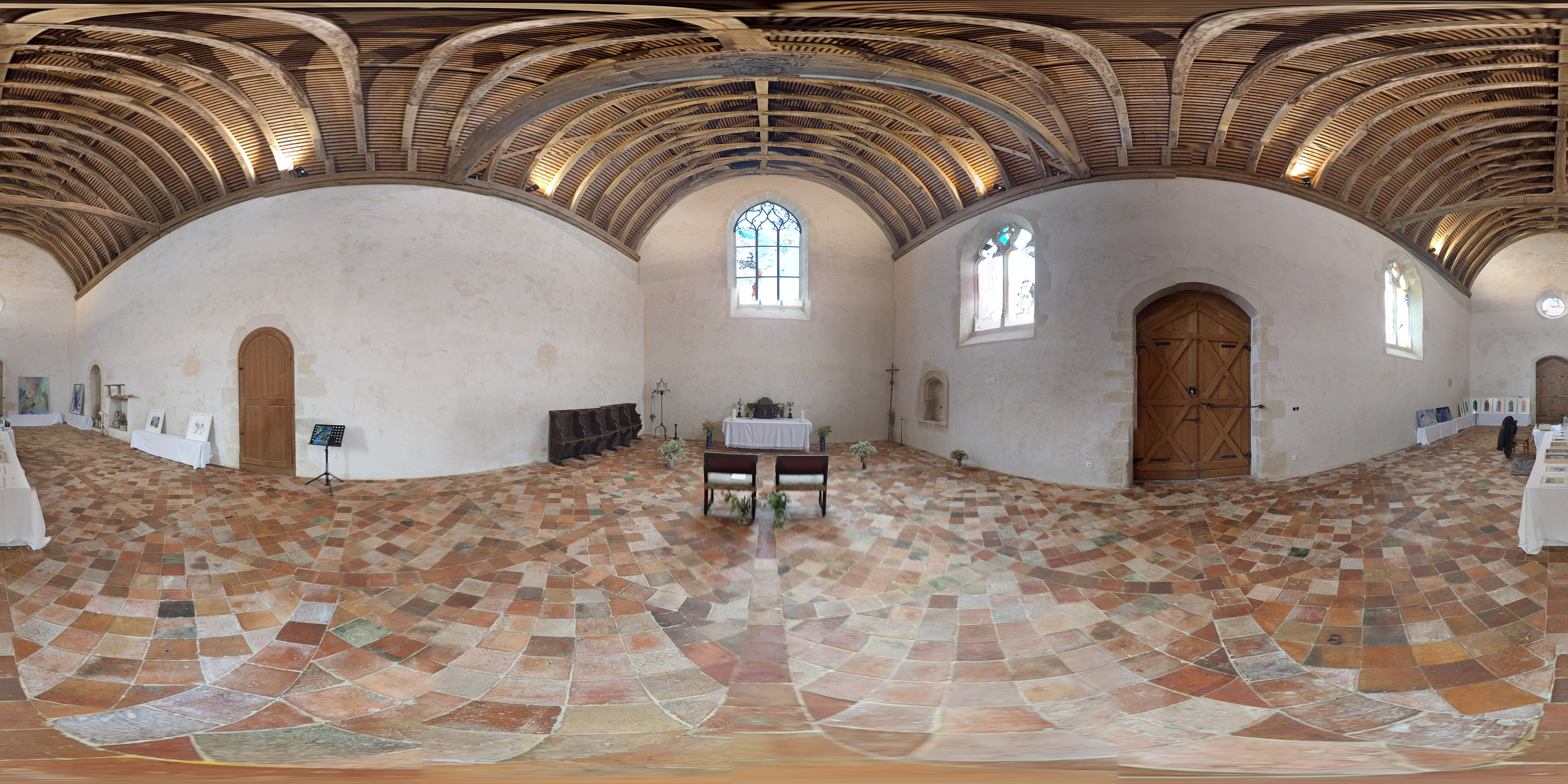
Photo intérieur de la chapelle.